# Stylaster crassior
Stylaster crassior är en nässeldjursart som beskrevs av Hjalmar Broch 1936. Stylaster crassior ingår i släktet Stylaster och familjen Stylasteridae.
Artens utbredningsområde är Indiska oceanen. Inga underarter finns listade i Catalogue of Life.